# بابا كامارا
بابا كامارا (بالفرنسية: Naby Camara)‏ هو لاعب كرة قدم ومدرب كرة قدم غيني في مركز الهجوم، ولد في 1951 في كوناكري في غينيا، وتوفي بنفس المكان في 4 يناير 2018. شارك مع منتخب غينيا لكرة القدم. أما مع النوادي، فقد لعب مع هافيا كوناكري.

## وصلات خارجية
- بابا كامارا على موقع الاتحاد الدولي (مؤرشف)  (الإنجليزية)
- بابا كامارا على موقع قاعدة بيانات كرة القدم.إي يو (الإنجليزية)
- بابا كامارا على موقع ناشيونال فوتبول تيمز (الإنجليزية)